# Marianne Andersen
Marianne Andersen (Drammen, 26 marzo 1980) è un'orientista norvegese.

## Carriera
Marianne Andersen ha vinto nove medaglie d'oro, tre d'argento e quattro di bronzo ai campionati norvegesi. Ai campionati europei del 2004 a Roskilde ha vinto l'argento nella staffetta e nel 2006 a Otepää è giunta seconda nella corta e nella media distanza. Nel 2006 e nel 2009 si è classificata seconda nella Coppa del mondo.
Ai Campionati del mondo del 2005 ad Aichi con la Norvegia ha vinto la medaglia d'argento alla staffetta. Nel 2006 ad Aarhus si è classificata seconda sia nella lunga che nella media distanza. A Kiev nel 2007 è giunta terza nella media distanza e nella staffetta. Nel 2008 a Olomouc ha vinto un altro argento nella lunga distanza. A Miskolc nel 2009 si è classificata ancora seconda nella lunga e nella media distanza.